# Kjell Schneider
Kjell Schneider (ur. 4 października 1976 w Kilonii) – niemiecki siatkarz plażowy, w 2005 roku zdobył brązowy medal Mistrzostw Świata w Berlinie grając w parze z Juliusem Brinkiem.